# Suore della Croce del Sacro Cuore di Gesù
Le Suore della Croce del Sacro Cuore di Gesù (in spagnolo Religiosas de la Cruz del Sagrado Corazón de Jesús) sono un istituto religioso femminile di diritto pontificio: i membri di questa congregazione pospongono al loro nome la sigla R.C.S.C.J.

## Storia
La congregazione fu fondata il 3 maggio 1897 a Città del Messico da Concepción Cabrera de Armida.
L'istituto ricevette il pontificio decreto di lode il 4 febbraio 1910 e il 19 maggio 1933 giunse l'approvazione definitiva delle costituzioni.

## Attività e diffusione
Le religiose conducono una vita essenzialmente contemplativa: si dedicano all'adorazione del Santissimo Sacramento e alla preghiera per la santificazione dei sacerdoti; si dedicano anche all'apostolato attivo mediante l'insegnamento del catechismo e la gestione di case per ritiri spirituali.
Oltre che in Messico, sono presenti in Costa Rica, in Guatemala, in Italia, in El Salvador, in Spagna e negli Stati Uniti d'America; la sede generalizia è a Città del Messico.
Alla fine del 2008 la congregazione contava 321 religiose in 21 case.